# Буйновица
Буйновица (болг. Буйновица) — село в Болгарии. Находится в Шуменской области, входит в общину Венец. Население составляет 283 человека.

## Политическая ситуация
В местном кметстве Буйновица, в состав которого входит Буйновица, должность кмета (старосты) исполняет Ремзие Сабит Мустафа (Движение за права и свободы (ДПС)) по результатам выборов.
Кмет (мэр) общины Венец — Нехрибан Османова Ахмедова (движение «За права и свободы» (ДПС)) по результатам выборов.